# Anacréon (Cherubini)

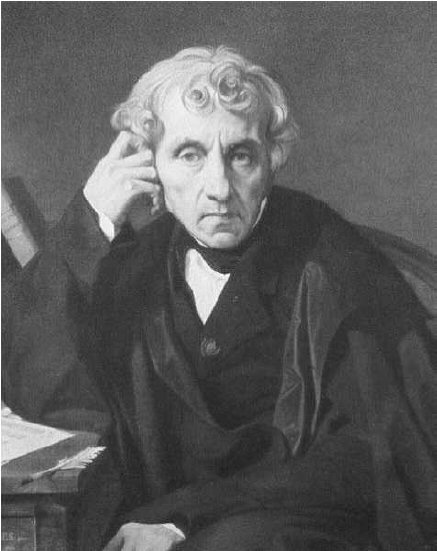
Luigi Cherubini

Anacréon, ou L'amour fugitif är en opéra-ballet i två akter med musik av Luigi Cherubini och libretto av C. R. Mendouze. Operan hade premiär den 4 oktober 1803 på Parisoperan i Salle Montansier. Koreografin gjordes av Pierre-Gabriel Gardel. Verket blev ett totalt fiasko och lades ned den 1 januari 1804 efter endast sju föreställningar. Operans ämne, den antike grekiske poeten Anakreon, visade sig vara totalt främmande för tidens anda. En kritiker klagade över att Cherubini hade gjort operans huvudperson till "un vieux debauché déguisé en héros d'opéra" ("en gammal rucklare förklädd till operahjälte").
Ouvertyren fick lovord av Weber och Berlioz och har spelats in flera gånger. Den kompletta operan återupplivades av Italiens radio RAI 1973 och på scenen La Scala 1983 med Gianandrea Gavazzeni som dirigent.

## Personer
| Roller           | Stämma   | Premiärbesättning, 4 oktober 1803 (Dirigent: – ) |
| ---------------- | -------- | ------------------------------------------------ |
| Anacréon         | tenor    | François Lays                                    |
| Corine           | sopran   | Caroline Branchu                                 |
| L'Amour (Cupido) | sopran   | Augustine Hymm                                   |
| Vénus            | sopran   | Mme Jannard                                      |
| Bathille         | tenor    | Casimir Eloy                                     |
| Glycère          | sopran   | Mlle Lacombe                                     |
| Athanaïs         | sopran   | Marie Gardel                                     |
| Två slavar       | sopraner | Désirée Pelet, Mlle Chollet                      |

## Handling
Plats: Den grekiska staden Teos i det antika Jonien

### Akt 1
Den unga hetären Corine är förälskad i poeten Anacréon, ovetande att han har samma känslor för henne. Medan hon förbereder Anacréons femtionde födelsedag ber hon till Cupido att förena henne med poeten trots den stora åldersskillnaden. En storm rasar och en liten gäst anländer till Anacréons hus, blöt in på bara skinnet. Det är guden Cupido utklädd som rymt från sin moder Venus. Han använder sin kraft för att charma alla närvarande.

### Akt 2
Cupido rör Anacréon till tårar med berättelser om sin olyckliga barndom. Han utför ett spratt genom att göra så Glycère och Bathille förnyar sin olyckliga kärleksaffär. Just då anländer ett bud från Venus, som har fått reda på sonens flykt. Hon utlovar ett pris till den som fångar honom. Gästerna genomskådar Cupidos förklädnad och binder honom, men hans klagorop får dem att frige honom. Återigen börjar han med sina spratt men de fångar honom igen och binder honom vid Vishetens staty. Venus gläder sig över att kunna genomföra Anacréons två önskningar: att återstoden av hans liv ska tillägnas skönhetens kult, och att Corine ska ta emot hans kärlek.